# Lotharingia Inferioară
Lotharingia Inferioară (latină Lotharingia Inferior, neerlandeză Neder-Lotharingen, franceză Basse-Lotharingie, germană Niederlothringen) a fost un ducat medieval din cadrul Imperiului carolingian și, ulterior, al Sfântului Imperiu Roman.

## Istoric
Teritoriul ducatului este rezultatul mai multor partaje succesive ale Imperiului carolingian. În urma Tratatului de la Verdun din 843, teritoriul Imperiului carolingian este împărțit între Francia occidentală, Francia orientală și Francia de Mijloc. Lothaingia Inferioară aparține acesteia din urmă, dar la moartea lui Lothar I, regele Franciei de Mijloc, în 855 teritoriul acestuia este divizat între fiii săi. Fiul său, Lothar al II-lea, primește partea de nord, cunoscută drept Lotharingia. După moartea lui Lothar al II-lea, teritoriul său este incorporat treptat în Francia Răsăriteană, precursorul Sfântului Imperiu Roman. În 959, ducele Lotharingiei, Bruno, hotărăște împreună cu fratele său, împăratul Otto cel Mare, să divizeze ducatul în două: Ducatul Lotharingiei Inferioare și Ducatul Lotharingiei Superioare (care, mai târziu, va deveni Ducatul Lorena).
Ducele Bruno îl instalează ca vice-duce al Lotharingiei Inferioară pe contele de Hainaut Godefroy, dar la moartea sa în 964, acesta nu este succedat. Abia în 977 este instituit un nou duce, în persoana lui Carol al Lotharingiei Inferioară, fiul regelui Franței, Ludovic al IV-lea. La moartea fiului lui Carol, Otto al II-lea, ducatul revine casei de Verdun. Cel de al doilea duce al acestei familii, Gothelo I, devine, în 1023, duce al Lotharingiei Inferioară, iar în 1033 duce al Lotharingiei superioară.
La moartea acestuia în 1044, fiul său Godefroy al III-lea "cel Bărbos" îi succede în Lotharingia superioară, dar nu și în Lotharingia inferioară. Iritat de aceasta, se revoltă, dar este învins și pierde ducatul. Împăratul Henric al III-lea îl numește duce pe contele de Malmedy, Frederic. Titlul își pierde treptat din importanță și intră în posesia conților de Bouillon. În 1096, Godefroy de Bouillon vinde titlul Episcopilor de Liège, pentru a-și finanța plecarea în cruciadă. Episcopii îl transmit ducilor de Limburg în 1101, dar ducii îl pierd în 1106 în favoarea conților de Louvain. Waleran al II-lea de Limburg reușește să îl recupereze între 1125 și 1138, dar apoi revine casei de Brabant.
În 1190, cu ocazia dietei de la Hall, își pierde autoritatea teritorială, fiind limitat la teritoriul conților de Louvain, deveniți între timp duci de Brabant. Titlul de Duce de Lothier se va transmite succesorilor ducilor de Brabant, până la Revoluția Franceză.

## Statele succesoare
În urma slăbirii puterii tutoriale a ducatului, fiefurile feudale au devenit state independente în cadrul Sfântului Imperiu Roman. Cele mai importante sunt:
- Arhiepiscopatul Köln
- Episcopatul Liège
- Episcopatul Utrecht
- Episcopatul Cambrai
- Ducatul Limburg
- Comitatul Geldern
- Comitatul Jülich
- Comitatul Namur
- Ducatul Kleve
- Comitatul Hainaut
- Comitatul Olanda
- Comitatul Berg

Teritoriile următoare au rămas sub autoritatea ducilor titulari (ducii de Lothier):
- Margraviatul Anvers
- Comitatul Louvain și Bruxelles
- Ducatul de Brabant